# Nicolay August Andresen
Nicolay August Andresen (Christiania, 1812. augusztus 2. – 1894. január 3.) norvég bankár. Édesapja Nicolai Andresen , édesanyja Engel Johanne Christiane Reichborn. Testvérei a gyártulajdonos Johan Henrik Andresen és az ezüstbánya-vezető Carl Ferdinand Andresen voltak. Édesapja vállalatának banki részét vette át, hamarosan Christiana egyik legnagyobb bankja vált belőle, ez volt az Andersen Bank.